# Thorkild Jacobsen
Thorkild Jacobsen (7 de junio de 1904 - 2 de mayo de 1993) fue un renombrado historiador danés especializado en asiriología y literatura sumeria.

## Biografía
Thorkild Peter Rudolph Jacobsen obtuvo su maestría (magister philosophiæ) en la Universidad de Copenhague, y luego fue a estudiar a los Estados Unidos en el Instituto Oriental de Chicago, donde obtuvo su doctorado.
Comenzó su carrera como asiriólogo durante la expedición de 1929-1937 a Irak del Instituto Oriental en Chicago, y en 1946 se convirtió en director del Instituto Oriental. Fue decano de la Facultad de Humanidades de 1948 a 1951, uno de los editores del Assyrian Dictionary  de 1955 a 1959, y profesor de instituciones sociales de 1946 a 1962. En 1962, Jacobsen fue nombrado profesor de asiriología en la Universidad de Harvard, donde permaneció hasta su jubilación en 1974.
Murió a la edad de 88 años en Bradford, New Hampshire.

## Principales publicaciones
- Sumerian King List (1939)
- The Temple Oval at Khafajah - chapitre par Thorkild Jacobsen (1940)
- Towards the Image of Tammuz and Other Essays on Mesopotamian History and Culture - édité par William L. Moran (1970)
- The Treasures of Darkness: A History of Mesopotamian Religion (1976)
- The Intellectual Adventure of Ancient Man: An Essay of Speculative Thought in the Ancient Near East (1977)
- The Harps that Once... Sumerian Poetry in Translation (1987)

## Lista parcial de sus excavaciones
- Eshnunna
- Tutub
- Lagash

## Premios
Recibió el premio Beca Guggenheim por sus estudios del antiguo Próximo Oriente en 1968.